# Mareike Adams
Mareike Adams (Wetzlar, 27 de febrero de 1990) es una deportista alemana que compitió en remo.
Ganó una medalla de bronce en el Campeonato Mundial de Remo de 2015 y dos medallas de plata en el Campeonato Europeo de Remo, en los años 2014 y 2016.
Participó en los Juegos Olímpicos de Río de Janeiro 2016, ocupando el séptimo lugar en la prueba de doble scull.

## Palmarés internacional
| Campeonato Mundial | Campeonato Mundial     | Campeonato Mundial | Campeonato Mundial |
| Año                | Lugar                  | Medalla            | Prueba             |
| ------------------ | ---------------------- | ------------------ | ------------------ |
| 2015               | Aiguebelette (Francia) | Medalla de bronce  | Doble scull        |
| Campeonato Europeo |                        |                    |                    |
| Año                | Lugar                  | Medalla            | Prueba             |
| 2014               | Belgrado (Serbia)      | Medalla de plata   | Cuatro scull       |
| 2016               | Brandeburgo (Alemania) | Medalla de plata   | Doble scull        |